# Cantone di Ax-les-Thermes
Il Cantone di Ax-les-Thermes era una divisione amministrativa dell'arrondissement di Foix.
A seguito della riforma approvata con decreto del 18 febbraio 2014, che ha avuto attuazione dopo le elezioni dipartimentali del 2015, è stato soppresso.

## Composizione
Comprendeva i comuni di:
- Ascou
- Ax-les-Thermes
- L'Hospitalet-près-l'Andorre
- Ignaux
- Mérens-les-Vals
- Montaillou
- Orgeix
- Orlu
- Perles-et-Castelet
- Prades
- Savignac-les-Ormeaux
- Sorgeat
- Tignac
- Vaychis